# قرية فرنسية (مسلسل)
قرية فرنسية (بالفرنسية: Un village français)‏ هو مسلسل تم إنتاجه في فرنسا. بدأ عرضه في سنة 2009. بلغ عدد مواسم المسلسل 7 مواسم، بلغ عدد حلقاته 66 حلقة، وتبلغ مدة الحلقة الواحدة 55 دقيقة. تم بث المسلسل لأول مرة بتاريخ 4 يونيو 2009 عرض على فرنسا 3، تي في 5 موند ومؤسسة منهوا للإذاعة. من بطولة أودري فلورت وفرنسيس رينو. تقع أحداث القصة في فيلينيوف وهي بلدية خيالية في إقليم جورا، في فرنسا المحتلة من قبل ألمانيا خلال الحرب العالمية الثانية.
يركز المسلسل على تطور الشخصيات الرئيسية وشخصيات أخرى، وهي تقاوم أو تتكيف أو تتعاون بدرجات متفاوتة مع القوات الألمانية المحتلة.

## وصلات خارجية
- قرية فرنسية على موقع IMDb (الإنجليزية)
- قرية فرنسية على موقع كينوبويسك (الروسية)
- قرية فرنسية على موقع ألو سيني (الفرنسية)
- قرية فرنسية على موقع قاعدة بيانات الفيلم (الإنجليزية)